# Micropsectra quinaria
Micropsectra quinaria är en tvåvingeart som beskrevs av Jean-Jacques Kieffer 1925. Micropsectra quinaria ingår i släktet Micropsectra och familjen fjädermyggor.
Artens utbredningsområde är Tyskland. Inga underarter finns listade i Catalogue of Life.